# Mormântul scriitorului Constantin Stamati
Mormântul scriitorului Constantin Stamati este un mormânt amplasat în Ocnița, raionul Ocnița, Republica Moldova. Este un monument istoric de importanță națională inclus în Registrul monumentelor Republicii Moldova ocrotite de stat cu nr. 1794 (raionul Ocnița).